# Мария Анна Нойбургска (1693 – 1751)
Мария Анна Каролина фон Пфалц (на немски: Maria Anna Karoline von der Pfalz; * 30 януари 1693, Райхщат, Бохемия; † 12 септември 1751, Ахауз) от династията Вителсбахи, е баварска принцеса от Пфалц-Нойбург и чрез женитба принцеса от Курфюрство Бавария.

## Живот
Дъщеря е на принц и пфалцграф Филип Вилхелм Август фон дер Пфалц (1668 – 1693) от род Вителсбахи и Анна Мария Франциска фон Саксония-Лауенбург (1672 – 1741) от род Аскани. Нейната леля Елеонора Магдалена Тереза е съпруга на император Леополд I. Майка ѝ се омъжва втори път през 1697 г. в Дюселдорф за Джан Гастоне Медичи, велик херцог на Тоскана.
Мария Анна се омъжва на 5 февруари 1719 г. в Райхщат в Бохемия за принц Фердинанд Мария Иноценц Баварски (1699 – 1738), третият син на курфюрст Максимилиан II Емануел Баварски (1662 – 1726). Неговият по-голям брат Карл Албрехт (1697 – 1745) става през 1742 г. римско-немски император.
Нейният съпруг Фердинанд Баварски умира през 1738 г. Мария Анна умира на 12 септември 1751 г. в Ахауз на 58 години.

## Деца
Мария Анна Каролина и Фердинанд Баварски имат децата:
- Максимилиан Йозеф Франц (1720 – 1738)
- Клеменс Франц де Паула (1722 – 1770)

∞ 1742 пфалцграфиня Мария Анна фон Пфалц-Зулцбах (1722 – 1790), дъщеря на принц Йозеф Карл фон Пфалц-Зулцбах
- Тереза Емануела (1723 – 1743)